# Jerzy Jakub Szweryn
Jerzy Jakub Szweryn (zm. 1678 lub 1679) – dworzanin pokojowy królewski, podkomorzy dorpacki, właściciel Gintyliszek i Szatejek.
Był synem Jana Ulryka Szweryna, pułkownika królewskiego, i Barbary z Konarskich. Poślubił Eufrozynę, córkę Szymona Samuela Sanguszki, wojewody witebskiego.